# Ambokulon
Ambokulon is een bestuurslaag in het regentschap Pemalang van de provincie Midden-Java, Indonesië. Ambokulon telt 2365 inwoners (volkstelling 2010).